# Томпсон, Вильям Ирвин
Вильям Ирвин Томпсон (англ. William Irwin Thompson, 16 июля 1938, Чикаго, Иллинойс — 8 ноября 2020, Портленд, Мэн) — американский обществовед и поэт, первоначально получивший известность, как социальный философ и культурный критик, но также известный своими поэтическими работами, получившими награду Международного фестиваля поэзии в Осло в 1986 году. Ему принадлежит значительный вклад в области истории культуры, социальной критики, философии науки и исследования мифа. Томпсон являлся основателем Lindisfarne Association.

## Биография
Томпсон родился в Чикаго, но вырос в Лос-Анджелесе. Он получил степень бакалавра в Колледже Помона, а докторскую степень в Корнеллском университете. Томпсон был профессором гуманитарных наук в Массачусетском технологическом институте и Йоркском университете (Торонто, Канада). Также он был приглашенным профессором в Сиракузском университете, Гавайском университете, Торонтском университете, Западном институте бихевиористких наук и Калифорнийском институте интегральных исследований.

## Цитаты
- «That shoreline where the island of knowing meets the unfathomable sea of our own being is the landscape of myth»[4].
- «Миф никогда не является чем-то известным, это отношение между известным и непостижимым»[5].
- «На краю сознания нет объяснений — лишь вызовы мифа»[6].
- «Если вы не творите свою судьбу, вы получите судьбу, навязанную вам».
- «Поздний капитализм — плантация интеллекта»[7].
- «Like a shadow that does not permit us to jump over it, but moves with us to maintain its proper distance, pollution is nature’s answer to culture. When we have learned to recycle pollution into potent information, we will have passed over completely into the new cultural ecology».

## Избранная библиография
- «Collapsed universe and structured poem: An essay in Whiteheadian criticism» (thesis), College English, October 1966
- The Imagination of an Insurrection: Dublin, Easter 1916: A Study of an Ideological Movement, 1967
- At the Edge of History: Speculations on the Transformation of Culture, 1971
- «The Individual as Institution: The Example of Paolo Soleri.» Harper’s, 1972
- Passages about Earth: An Exploration of the New Planetary Culture, 1974
- Evil and World Order, 1976
- Darkness and Scattered Light, 1978
- The Time Falling Bodies Take to Light: Mythology, Sexuality and the Origins of Culture, 1981, 2001 ISBN 0-312-80512-8
- From Nation to Emanation: Planetary Culture and World Governance, 1982
- Blue Jade from the Morning Star: An Essay and a Cycle of Poems on Quetzalcoatl, 1983
- Pacific Shift, 1986
- Gaia, A Way of Knowing, 1988 (editor)
- Selected Poems, 1959—1980, 1989
- Imaginary Landscape: Making Worlds of Myth and Science, 1990
- Gaia Two: Emergence, The New Science of Becoming, 1991 (editor)
- Islands Out of Time: A Memoir of the Last Days of Atlantis: A Novel, 1990
- Reimagination of the World: A Critique of the New Age, Science, and Popular Culture (with David Spangler), 1991
- The American Replacement of Nature: The Everyday Acts and Outrageous Evolution of Economic Life, 1991 ISBN 0-385-42025-0
- Worlds Interpenetrating and Apart: Collected Poems, 1959—1995, 1997
- Coming into Being: Artifacts and Texts in the Evolution of Consciousness, 1996, 1998 ISBN 0-312-17692-9
- Transforming History: A Curriculum for Cultural Evolution, 2001 & 2009. ISBN 978-1-58420-069-7
- Self and Society: Studies in the Evolution of Culture, 2004 & 2009, ISBN 0-907845-82-7; ISBN 978-1-84540-133-7.
- A Diary of Sorts and Streets, Poems, 2007 (Onteros Press: P. O. Box 5720, Santa Fe NM 87502) ISBN 978-1-4243-2271-8
- Still Travels: Three Long Poems, (Wild River Books: Princeton, NJ, 2009).ISBN 978-0-557-07882-0

### Цитируемость
- Google Scholar